# Christin Guhr
Christin Guhr (* 16. März 1982 in Königs Wusterhausen) ist eine ehemalige deutsche Volleyballspielerin.

## Karriere
Christin Guhr begann mit dem Volleyball als Grundschülerin bei den Netzhoppers Königs Wusterhausen. Als 13-Jährige wechselte sie ins Sportinternat von VC Olympia Berlin. 2001 ging die Linkshänderin zum Bundesligisten Volley Cats Berlin und nach dessen Insolvenz 2002 zum Ligakonkurrenten Dresdner SC. Hier spielte sie fünf Jahre und erreichte 2007 das DVV-Pokalfinale und wurde Deutscher Meister. Danach spielte sie noch eine Saison beim Zweitligisten Fighting Kangaroos Chemnitz, mit dem ihr zum Abschluss ihrer Karriere der Aufstieg in die Erste Bundesliga gelang.
Christin Guhr absolvierte zahlreiche Länderspiele in der Junioren-Nationalmannschaft und in der A-Nationalmannschaft. 
Heute arbeitet Christin Guhr als Reiseverkehrskauffrau in einem Reisebüro in Coswig.